# Olovník

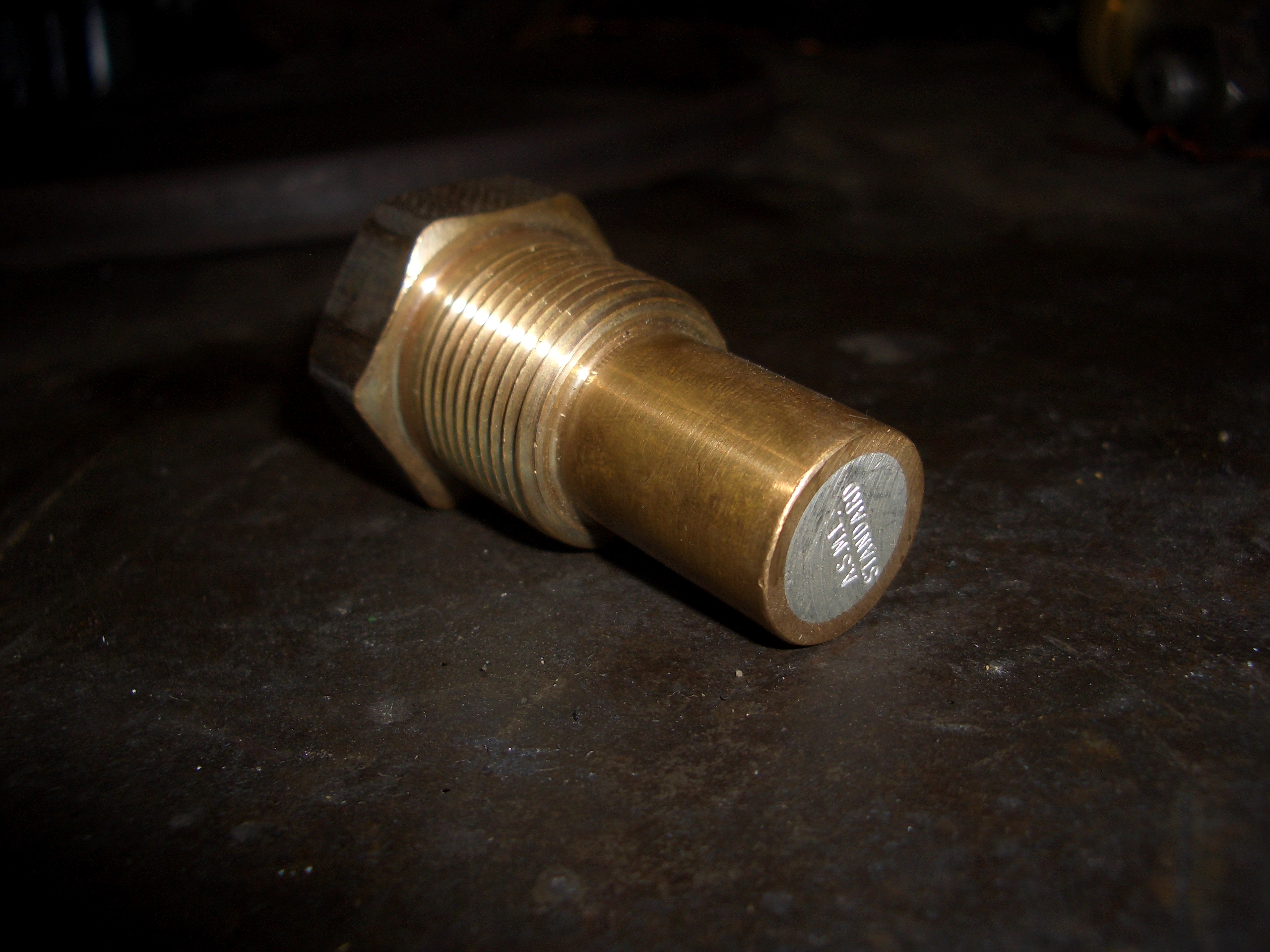
Olovník, střed je zalit olovem

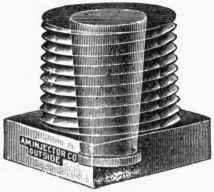
Olovník s kónickým vrtáním

Olovník je tavná tepelná pojistka, chránící nádoby před tepelným poškozením. Je povinnou součástí některých typů parních kotlů, například lokomotivních.
Je obvykle realizován jako speciální šroub s podélným otvorem, jenž je zalit snadno tavitelným materiálem (obvykle olovo). Pokud teplota přesáhne teplotu tání náplně, náplň vyteče z otvoru, tedy dojde k tzv. vytavení. Uvolněným otvorem začne do prostoru topeniště proudit pára s vodou, která svým hlukem varuje obsluhu před hrozícím vyhřátím kotle, následnou možnou explozí a částečně přispívá k hašení ohně.

## Popis
Olovník je ocelový
nebo bronzový šroub s otvorem procházejícím jeho podélnou osou. Otvor (dutina) je zalit olovem, slitinou olova, kdy je možno změnou poměru složek slitiny ovlivnit bod tání, nebo je jako výplň použita flexonová vložka, která je v olovníku zatemována, a to podle účelu použití. Podle požadavků se vyrábějí i olovníky s kónickým vrtáním sesazené širším místem vrtání k sobě. Závit pro upevníní olovníku může být klasický nebo kónický, hlava olovníku je šestihran, u ocelových olovníků je doporučován čtyřhran. Atypické provedení se provádí z důvodu zamezení záměny za běžný šroub, čímž by byla porušena bezpečnost provozu kotle. Použití slitin olova (obvykle s cínem) nebo změna vložky umožňuje změnu teploty vytavení náplně.

## Funkce
Správná funkce olovníku je podmíněna skutečností, že teplota tání výplně olovníku je bezpečně nižší, než teplota, která by způsobila materiálové změny stěn kotle, který je olovníkem chráněn. Za normálního stavu je vnější plášť topeniště, strop, kde je olovník umístěn, ochlazován vodou, která je v kotli ohřívána. Při poklesu hladiny vody dojde ke snížení odvodu tepla a tím se zvýší teplota stěny kotle. Při překročení teploty tání náplně olovníku se tato vytaví dříve, než začne měknout materiál kotlové stěny a pára unikající otvorem buď přímo utlumí plameny, nebo alespoň upozorní obsluhu na nebezpečný stav.
V některých případech u lokomotivních kotlů vytápěných mazutem nebyl tento zvuk slyšitelný z důvodu hluku mazutových hořáků. Ani vstřikování páry do mazutového plamene nepřineslo potřebné utlumení ohně a snížení teploty v topeništi.

## Použití
Olovníky se používají například u parních kotlů lokomotiv, parolodí a v mnoha dalších zařízeních s potřebou zajištění bezpečnosti provozu kotle.
Z hlediska údržby musí být olovníky přístupné ze strany ohně i ze strany vody. Při vymývání kotle je třeba zajistit jejich čistění od usazeného kotelního kamene. Před uvedením kotle do provozu je obsluha povinna zkontrolovat jejich stav.
Po vytavení olovníku je podle předpisů nutno sepsat protokol a provést revizi topeniště i kotle. Podle výsledku revize se rozhodne o dalším používání kotle.